# Gina Pellón
Gina Pellón (Cienfuegos, 26 de dezembro de 1926 – Paris, 27 de março de 2014) foi uma pintora cubana que viveu em França.